# Dvärgslidskivling
Dvärgslidskivling (Volvariella pusilla) är en svampart som först beskrevs av Christiaan Hendrik Persoon, och fick sitt nu gällande namn av Rolf Singer 1951. Dvärgslidskivling ingår i släktet Volvariella och familjen Pluteaceae.  Arten är reproducerande i Sverige. Inga underarter finns listade i Catalogue of Life.